# Muhammad Ali Rida
Muhammad Ali Rida, Mohamed Aly Reda (arab. محمد علي رضا; ur. 19 lutego 1975 w Kairze) – egipski bokser amatorski, srebrny medalista olimpijski z Aten (2004) w wadze superciężkiej (powyżej 91 kg).
Zdobył srebrny medal w wadze superciężkiej podczas igrzysk afrykańskich w 2003  w Abudży (przegrał z reprezentantem Nigerii Gbengą Oloukuna).
W sierpniu 2004 roku wystąpił na igrzyskach olimpijskich w Atenach. W pierwszej walce wygrał z Carlosem Takamem z Kamerunu. W ćwierćfinale pokonał na punkty Litwina Jaroslavasa Jakšto, a w półfinale niespodziewanie jednego z faworytów turnieju Michela Lópeza z Kuby. Nie został dopuszczony przez lekarza do walki finałowej z Aleksandrem Powietkinem z Rosji z powodu kontuzji ramienia. Ostatecznie zdobył więc srebrny medal.